# Октябрьская (Удмуртия)
Октябрьская — деревня в Камбарском районе Удмуртии. Входит в состав Михайловского сельского поселения.

## География
Деревня расположена на юго-востоке республики на расстоянии примерно в 14 километрах по прямой к северо-востоку от районного центра Камбарки.
Часовой пояс
Деревня Октябрьская как и вся Удмуртия, находится в часовой зоне МСК+1. Смещение применяемого времени относительно UTC составляет +4:00.

## Население
| 2010 | 2012 |
| ---- | ---- |
| 43   | ↘42  |

Национальный состав
Согласно результатам переписи 2002 года, русские составляли 100 % из 59 чел..